# Francisco Fadul
Francisco Fadul, född 15 december 1953 i Mansôa, Portugisiska Guinea, var regeringschef i Guinea-Bissau 3 december 1998 – 19 februari 2000. I presidentvalet 2005 erhöll han 2,9 % av rösterna.